# Квятоновиці
Квятоновіце (пол. Kwiatonowice) — село в Польщі, у гміні Горлиці Горлицького повіту Малопольського воєводства.
Населення — 599 осіб (2011).
У 1975-1998 роках село належало до Новосондецького воєводства.

## Демографія
Демографічна структура станом на 31 березня 2011 року:
|          | Загалом | Допрацездатний вік | Працездатний вік | Постпрацездатний вік |
| -------- | ------- | ------------------ | ---------------- | -------------------- |
| Чоловіки | 317     | 62                 | 220              | 35                   |
| Жінки    | 282     | 51                 | 167              | 64                   |
| Разом    | 599     | 113                | 387              | 99                   |